# プードル・スプリングス物語
『プードル・スプリングス物語』（Poodle Springs）は、アメリカの作家レイモンド・チャンドラーの未完の遺稿をロバート・B・パーカーが完成させたハードボイルド小説。1989年に刊行された。私立探偵フィリップ・マーロウを主人公とする長編シリーズの第8作となる。

## あらすじ
『長いお別れ』で出会った富豪の娘リンダ・ローリングと結婚し、プードル・スプリングスの豪邸に住むことになったフィリップ・マーロウ。だが、妻の金で暮らすことを潔しとしないマーロウは町はずれに探偵事務所を開いた。最初の依頼人は、借金を返さない男を捜してほしいというカジノ経営者だったが、一見単純な依頼はやがて殺人事件へと発展する。

## 登場人物
- フィリップ・マーロウ：主人公。私立探偵。
- リンダ・ローリング・マーロウ：マーロウの妻。『長いお別れ』と『プレイバック』に登場。
- ハーラン・ポター：リンダの父親。大富豪。
- アウグスティノ：マーロウとリンダの雇った召使い。
- マニィ・リップシュルツ：依頼人。カジノ・アゴニィ・クラブの経営者。レスター・ヴァレンタインを捜すよう依頼してくる。
- レナード：リップシュルツの手下。
- レスター・ヴァレンタイン：カメラマン。通称”レス・ヴァレンタイン″マニィ・リップシュルツに借金をしたのち行方不明となる。
- マッフィ・ブラックストゥン・ヴァレンタイン：レスターの妻。大富豪、クレイトン・ブラックストゥンの娘。行方不明の夫を心配する。
- クレイトン・ブラックストゥン：大富豪。プードル・スプリングスの名士。冷酷な人物で利益のためなら、犯罪も辞さない
- エディ・ガルシア：クレイトン・ブラックストゥンの側近。銃の名手で殺しも引き受ける。
- ソンドラ・リー：トップモデル。レスター・ヴァレンタインの仕事相手。
- ラリィ・ヴィクター：カメラマン
- エインジェイル・ヴィクター：ラリィ・ヴィクターの妻
- ローラ・フェイスフル：タップダンスの踊り子
- バーニィ・オウルズ：地方検事局の主任捜査官。物語の途中より殺人事件の捜査に関わってくる。地方検事局にマーロウが勤めていた頃の上司で、彼の腕前を認めている。『大いなる眠り』『高い窓』『さらば愛しき女よ』に登場する。
- ウィルトン・クランプ：リバーサイド郡の主任捜査官。警部補。プードル・スプリングスを管轄している。名士ハーラン・ポターの娘婿であるマーロウのことを厄介の種と考えている。
- ハリィ・シンプスン：弁護士。

## 作品の詳細
本編は41章からなる。『プレイバック』を刊行したのちレイモンド・チャンドラーが1958年秋ごろから書き始めたが、翌59年に死去したため執筆できたのは4章のみであり、その後はロバート・B・パーカーが執筆した。プードル・スプリングスは架空の地名だが、モデルは高級リゾート地のパームスプリングスであり、チャンドラーが「エレガントな女性が3人いれば少なくとも1人はプードルを飼っている」ような土地柄なので、そういう題名にしたと語っている。

## 映画化
1998年にHBOによりテレビ映画化されている（マーロウ 最後の依頼）。監督はボブ・ラフェルソンで、マーロウはジェームズ・カーンが演じている。

## 日本語訳
| 出版年       | タイトル                   | 出版社   | 文庫名等                        | 訳者   | 巻末                      | ページ数 | ISBNコード     | カバーデザイン | 備考 |
| ------------ | -------------------------- | -------- | ------------------------------- | ------ | ------------------------- | -------- | -------------- | -------------- | ---- |
| 1990年5月1日 | プードル・スプリングス物語 | 早川書房 | ハヤカワ・ノヴェルズ（単行本）  | 菊池光 |                           | 265      | 978-4152076861 |                |      |
| 1997年1月1日 | プードル・スプリングス物語 | 早川書房 | ハヤカワ・ミステリ文庫HM 110-19 | 菊池光 | 権田萬治 蘭の花のような女 | 289      | 978-4150756697 | 唐仁原教久     |      |